# 3180 Морган
3180 Морган (3180 Morgan) — астероїд головного поясу, відкритий 7 вересня 1962 року.
Тіссеранів параметр щодо Юпітера — 3,622.